# Kypr na Letních olympijských hrách 2012
Kypr se účastnil Letní olympiády 2012. Zastupovalo ji 13 sportovců (9 mužů a 4 ženy) v 7 sportech.

## Medailisté
| Medaile | Jméno           | Sport    | Soutěž     |
| ------- | --------------- | -------- | ---------- |
| Stříbro | Pavlos Kontides | Jachting | muži Laser |